# PeerMart
PeerMart es una aplicación experimental cuyo objetivo es crear un mercado libre basado en las subastas a través del paradigma par a par.
A diferencia de sistemas como el de eBay, en PeerMart no existe un nodo central, sino que se trata de un sistema distribuido. Sus autores han mostrado la intención de liberar el proyecto bajo una licencia de software libre, así como estudian la forma de utilizar el sistema para la creación de un mercado de compra y venta de ancho de banda.